# Caraffa del Bianco
Caraffa del Bianco – miejscowość i gmina we Włoszech, w regionie Kalabria, w prowincji Reggio Calabria.
Według danych na rok 2004 gminę zamieszkiwały 622 osoby, 51,8 os./km².